# تپه خسرو
تپه خسرو یا تل خسرو مربوط به هزاره سوم قبل از میلاد است و در پنج کیلومتری جنوب یاسوج، روستای تل خسرو در شهرستان بویراحمد واقع شده‌است. این اثر در تاریخ ۱۹ دی ۱۳۵۶ با شمارهٔ ثبت ۱۵۵۲ به‌عنوان یکی از آثار ملی ایران به ثبت رسیده‌است.

## اسطوره‌ها
بومیان تل خسرو را به کیخسرو فرزند سیاوش از پادشاهان کیانی نسبت می‌دهند و افسانه این تل، قرن‌ها سینه به سینه نقل شده و اکنون نیز در بین مردم بومی ساری و جاری است. اعتقاد بر این است که پس از آنکه به کیخسرو سروش الهی می‌رسد، به دشت یاسوج می‌آید و به سوارانش دستور می‌دهد هر کدام توبره‌ای خاک بر روی هم بریزند تا تپه‌ای شکل بگیرد. آنگاه کیخسرو بر بالای تل می‌رود و لهراسب را به جانشینی خود انتخاب می‌کند. بومیان می‌گویند زال نیز در جای دیگری از این دشت با سپاهیانش تلی می‌سازد که هنوز هم آن را «تل زال» یا «تل زالی» می‌نامند. بر اساس این افسانه که در شاهنامه فردوسی نیز بدان اشارت شده، کیخسرو پس از آن که تاج شاهی را بر سر لهراسب می‌گذارد، به غاری در دنا که اکنون نیز با نام غار کیخسرو جاودان مانده، می‌رود و عروج می‌کند و عمر جاودانه می‌یابد.